# Mapp Biopharmaceutical
Mapp Biopharmaceutical ist eine US-amerikanische Firma in San Diego, die im Bereich der Biotechnologie tätig ist.

## Unternehmen
Die Firma wurde im Jahr 2003 von Kevin J. Whaley und Larry Zeitlin gegründet und hatte im August 2014 neun Beschäftigte. Das Unternehmen ist in Privatbesitz, finanziert sich aber  ausschließlich durch Mittel und Aufträge der Regierung der Vereinigten Staaten.

## Forschungsfelder
Das Unternehmen beschäftigt sich nach eigenen Angaben mit der Entwicklung von Medikamenten zur Prävention und Behandlung von Infektionskrankheiten, nach denen weltweit Bedarf besteht. Sobald die entwickelten Medikamente sich im klinischen Teststadium befinden, werden die Patente an den kommerziellen Partner LeafBio weitergegeben.
Im Sommer 2014 wurde ein entwickeltes und noch nicht zugelassenes Medikament (ZMapp) an zwei US-Amerikanern, im Zuge der Ebolafieber-Epidemie 2014 in Westafrika, erfolgreich angewendet.